# 安積歴史博物館
安積歴史博物館（あさかれきしはくぶつかん）は、福島県郡山市に所在する福島県立安積高等学校の敷地内に存在する歴史的建造物（国の重要文化財 旧福島県尋常中学校本館）を利用した博物館である。1984年に安積高校の創立百周年記念事業により博物館として整備、一般公開され現在に至る。東日本大震災による被害のため休館中であったが、2013年10月5日より、土日祝日に限り仮オープン。同11月20日、公益財団法人となる。2014年9月6日には、グランドオープンし、通常営業に復する。

## 歴史
- 1884年（明治17年） 9月11日「福島中学校」として開校
- 1889年（明治22年） 「福島県尋常中学校」として現在地に移転。現存の本館が建造される。
- 1901年（明治34年） 「福島県立安積中学校」と校名改称
- 1948年（昭和23年） 新学制により「福島県立安積高等学校」となる
- 1961年（昭和36年） 福島県文化財申請。
- 1973年（昭和48年） 3月までほぼ旧状を踏襲して福島県立安積高校校舎として使用
- 1973年（昭和48年） 3月、福島県の指定文化財指定
- 1977年（昭和52年） 6月、国の重要文化財に指定[1]
- 1978年（昭和53年） 7月、明治時代に建築された当初の姿に復元するため文化庁の指導により半解体修理工事
- 1980年（昭和55年） 6月、解体工事完了。9月、解体事業一切終了
- 1984年（昭和59年） 9月、創立百周年記念式典挙行。安積歴史博物館と呼称
- 2008年（平成20年） 経済産業省、近代化産業遺産認定
- 2009年（平成21年） NHKスペシャルドラマ『坂の上の雲』で秋山真之と正岡子規が通った神田共立学校という設定でここでロケが行われた。
- 2011年（平成23年） 3月11日「東日本大震災」発生。内部の漆喰壁が多量に崩れ落ちる。
- 2013年（平成25年） 10月5日仮オープン。
- 2013年（平成25年） 11月20日運営主体の財団法人安積歴史博物館が公益財団法人安積歴史博物館となる。
- 2014年（平成26年） 9月6日グランドオープン。

## その他
- 市内大槻町字上ノ山（北緯37度22分41秒 東経140度17分52秒 / 北緯37.37806度 東経140.29778度）に旧福島県尋常中学校の建物として利用されていた「ハリハツクスの家」が保存されている[2]。

## 利用情報
- 開館日
火曜日 - 日曜日
- 開館時間
午前10時 - 午後5時
- 特記事項
概ね10人以上のグループは事前予約が必要
館内禁煙

## 所在地
- 〒963-8851 福島県郡山市開成五丁目25番63号

## 交通アクセス
- 東北自動車道  - 郡山インターチェンジから5.5Km
- 東北新幹線 - JR郡山駅から3.5Km
- バス - JR郡山駅9番バス乗り場より市役所経由大槻、市役所経由静団地、または11番バス乗り場よりコスモス循環池の台先回りで「安積高校」下車すぐ